# (100292) Harmandir
(100292) Harmandir est un astéroïde de la ceinture principale.

## Description
(100292) Harmandir est un astéroïde de la ceinture principale. Il fut découvert le 28 février 1995 à Colleverde par Vincenzo Silvano Casulli. Il présente une orbite caractérisée par un demi-grand axe de 2,59 UA, une excentricité de 0,17 et une inclinaison de 4,7° par rapport à l'écliptique.